# Sony Creative Software
Sony Creative Software (originalmente Sony Media Software, aquando da compra da Sonic Foundry) é uma subsidiária da Sony Corporation of America, braço da empresa japonesa Sony nos EUA, focada principalmente na sua linha de produção de software. Além disso, elas produzem uma série de loops de áudio, efeitos sonoros e outros meios de comunicação para uso com o seu software. Sua sede está localizada em Madison, Wisconsin.

## Software
Os softwares produzidos pela Sony Creative Software incluem:
- Vegas Movie Studio - Edição de Vídeo
- ACID Music Studio - Edição e Criação de Áudio
- Sound Forge Audio Studio - Edição de Áudio
- DVD Architect Pro - Criação e Gravação de Cds e DVDs
- Jam Trax Xpress - Criação Musical
- Cinescore - Geração Soundtrack
- CD Architect - Livro Vermelho CD Creation
- Photo GO - Organização de fotos
- Media GO - Software de geração multimídia para vários dispositivos Sony como o Walkman, Playstation Portable e os celulares Sony Ericsson